# Slepšek
Slepšek – wieś w Słowenii, w gminie Mokronog-Trebelno. W 2018 roku liczyła 116 mieszkańców.